# Armblütige Sumpfbinse
Die Armblütige Sumpfbinse (Eleocharis quinqueflora), auch Wenigblütige Sumpfsimse, ist eine Pflanzenart aus der Gattung Sumpfbinsen (Eleocharis) innerhalb der Familie der Sauergrasgewächse (Cyperaceae). Sie ist auf der Nordhalbkugel weitverbreitet.

## Beschreibung

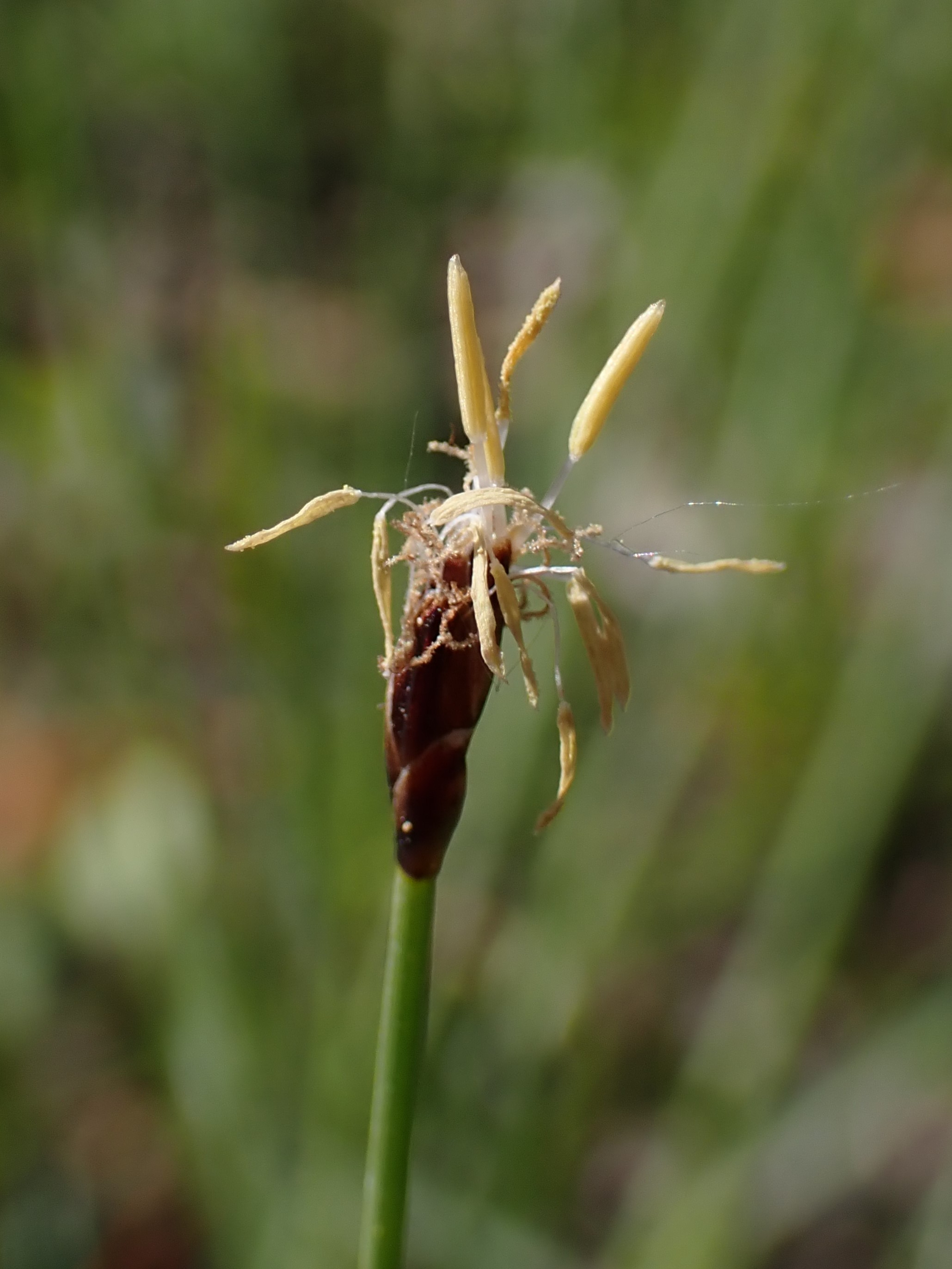
Blütenstand

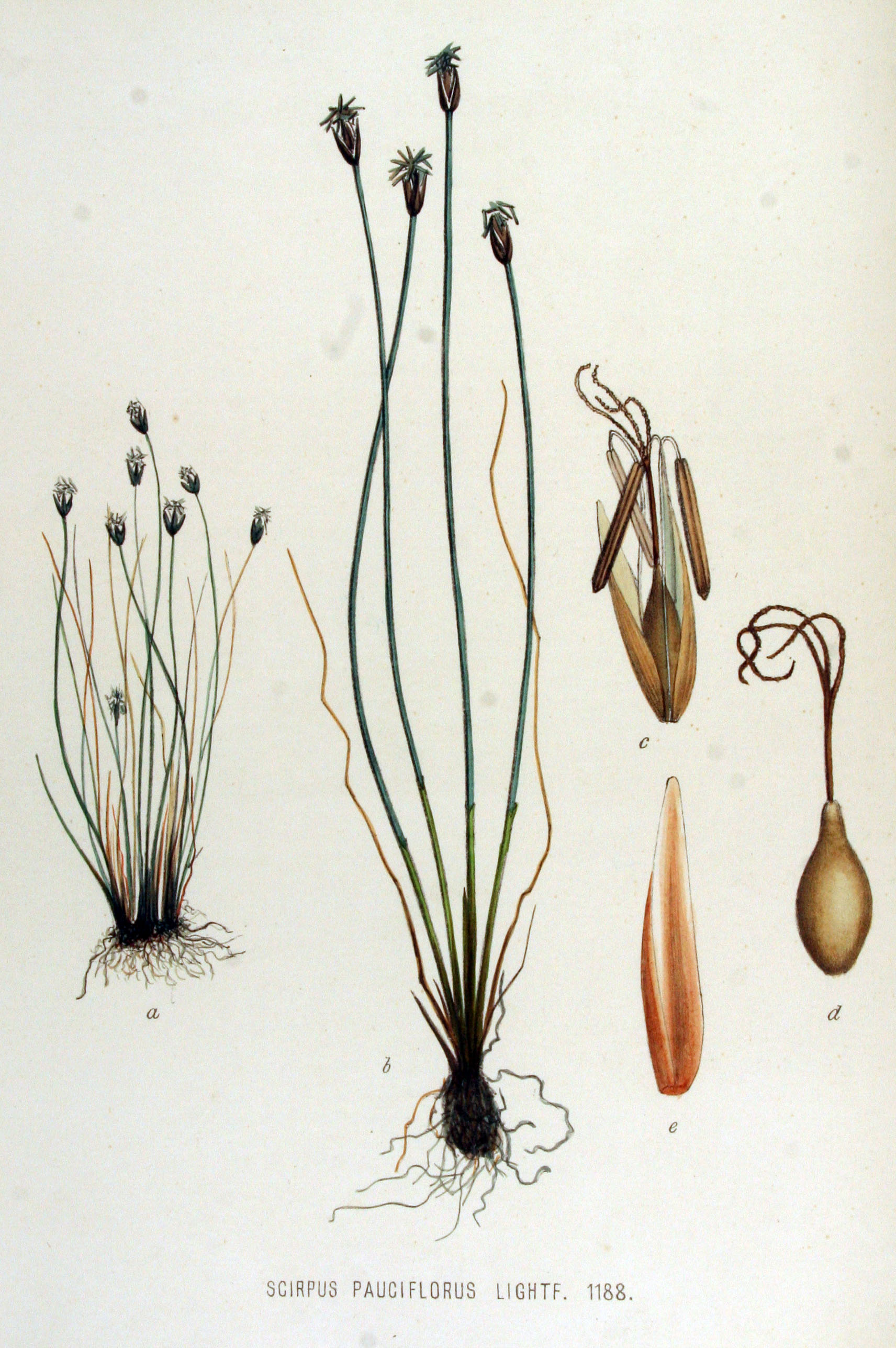
Illustration aus Flora Batava, Volume 15

### Vegetative Merkmale
Die Armblütige Sumpfbinse ist eine unscheinbare, immergrüne, ausdauernde krautige Pflanze, die nur Wuchshöhen von etwa 15 Zentimetern erreicht. Sie bildet lange dünne Ausläufer aus, deren Endknospen zwiebelartig verdickt sind. Ihr kräftig erscheinender, runder, glatter Stängel ist dunkelgrün, seltener bis graugrün gefärbt und besitzt am Grund derbe Blattscheiden. 

### Generative Merkmale
Die Blütezeit reicht von April bis Juni. Der Blütenstand enthält nur ein endständiges Ährchen. Das Ährchen ist 4 bis 8 Millimeter lang sowie nicht breiter als 4 Millimeter, zugespitzt und enthält meist nur drei bis sieben Blüten. Die unterste Spelze ist fast so lang wie das bräunlich-rot gefärbte Ährchen und umfasst den Stängel vollständig. Jede Blüte weist vier bis sechs Perigonborsten, die nur etwas kürzer als die Frucht sind und drei Narben auf.
Die Chromosomenzahl beträgt 2n = 100, 132, 134, 136.

## Vorkommen und Gefährdung
Die Armblütige Sumpfbinse ist ein meridionales bis boreales Florenelement. Sie ist auf der Nordhalbkugel von Nordamerika über Europa bis nach Asien weitverbreitet. Außerdem kommt sie im südlichen Südamerika vor. In Europa kommt sie in fast allen Ländern vor und fehlt nur in Portugal, Nordmazedonien, Moldau, Belarus und im europäischen Teil der Türkei.
In den Allgäuer Alpen steigt sie bis zu Höhenlagen über 1800 Metern auf.
Die Armblütige Sumpfbinse kommt sowohl im Flach- als auch im Hügelland vor. Im mitteleuropäischen Tiefland ist sie selten, sie bildet dort aber an ihren Standorten oft kleinere Bestände; im Mittelgebirge Mitteleuropas ist sie sehr selten; im mitteleuropäischen Alpenvorland und in den Alpen, in denen sie bis 2000 Meter aufsteigt, kommt sie zerstreut vor, dort ist sie meist bestandsbildend. Ihre Bestände sind sowohl in ganz Europa als auch in Deutschland im Rückgang begriffen. In Deutschland gilt 1996 die Armblütige Sumpfbinse als stark gefährdet und steht auch auf der Roten Liste der gefährdeten Farn- und Blütenpflanzen. In Rheinland-Pfalz, Sachsen und Sachsen-Anhalt gilt sie bereits als verschollen. In Nordrhein-Westfalen, Brandenburg und Thüringen ist sie vom Aussterben bedroht. Der Grund für den Rückgang ist die Zerstörung der natürlichen Lebensräume: die intensive Nutzung von Ackerfeuchtflächen und die Trockenlegung von Mooren.
Die Armblütige Sumpfbinse ist eine typische Pflanzenart der Kalkflachmoore. Sie wächst auf nassen, sumpfigen Wiesen, in Nieder- oder Quellmooren und in wechselfeuchten Tälern der Küstendünen. Sie bevorzugt Flachmoore und Quellsümpfe; sie geht aber auch auf nasse Torfschlenken. Sie ist schwach salztolerant und basenhold, d. h., sie bevorzugt basische Böden. Die Armblütige Sumpfbinse gedeiht am besten auf lockeren, aber nassen und basenreichen, meist sogar kalkhaltige Böden, die aber ausgesprochen stickstoffarm sein sollten. Sie ist eine Charakterart der Ordnung Tofieldietalia.

## Taxonomie
Die Armblütige Sumpfbinse wurde 1767 von Franz Xaver Hartmann in Primarum linearum institutionum botanicarum clarissimi viri Crantzii editio altera... S. 85 als Scirpus quinqueflorus erstbeschrieben. Die Art wurde 1949 von Otto Schwarz in Mitteilungen der Thüringischen Botanischen Gesellschaft Band 1 S. 89 als Eleocharis quinqueflora (Hartmann) O. Schwarz in die Gattung Eleocharis gestellt. Ein Synonym ist Eleocharis pauciflora (Lightf.) Link.

## Weiterführende Literatur
- Lun-Kai Dai, Mark T. Strong: Eleocharis. Wu Zheng-yi, Peter H. Raven, Deyuan Hong (Hrsg.): Flora of China. Volume 23: Acoraceae through Cyperaceae, Science Press und Missouri Botanical Garden Press, Beijing und St. Louis, 20. August 2010, ISBN 978-1-930723-99-3. Eleocharis quinqueflora (Hartmann) O. Schwarz. S. 193 – textgleich online wie gedrucktes Werk.
- S. Galen Smith, Jeremy J. Bruhl, M. Socorro González-Elizondo, Francis J. Menapace: Eleocharis. In: Flora of North America Editorial Committee (Hrsg.): Flora of North America North of Mexico. Volume 23: Magnoliophyta: Commelinidae (in part): Cyperaceae, Oxford University Press, New York und Oxford, 2002, ISBN 0-19-515207-7. Eleocharis quinqueflora (Hartmann) O. Schwarz., S. 114 – textgleich online wie gedrucktes Werk.